# AIGスター生命保険
エイアイジー・スター生命保険株式会社（エイアイジースターせいめいほけん、英称：AIG Star Life Insurance Co., Ltd.）は、かつて存在していた日本の生命保険会社である。
米国AIG傘下にあったが、プルデンシャル・ファイナンシャルへ売却され、2012年に同傘下のジブラルタ生命保険との合併により解散した。

## 概要
元々千代田生命保険相互会社（1904年創業）であったが、2000年千代田生命の経営破綻に伴い、2001年に株式会社に転換し、AIGグループが株式を買収し、現社名となった（正式商号は「エイアイジー・スター生命保険株式会社」だが、自社ウェブサイト内においても「AIGスター生命」という表記が混在していた）2011年には米プルデンシャル・ファイナンシャル（Prudential Finance）が買収。
2009年1月を目標に、同じくAIGグループのAIGエジソン生命保険と合併して、AIG生命保険株式会社になる予定だったが、AIGがサブプライムローン問題の影響で経営危機に陥り、2008年10月3日、経営再建策の1つとして、日本の生命保険事業3社（同社、AIGエジソン生命保険、アリコジャパン）を売却することを発表した。これによって合併計画を延期させざるを得なくなったことから、2009年1月に予定されていた合併は先送りされた。
2011年2月1日付けで、米プルデンシャル・ファイナンシャルグループがAIGスター生命とAIGエジソン生命を買収した。プルデンシャル・ファイナンシャル傘下に移行後もAIG側の許可により商号は維持されたが、2012年1月1日に当社・ジブラルタ生命保険・AIGエジソン生命の3社が合併し、ジブラルタ生命保険に商号変更された。一方、銀行窓販チャネルについてはジブラルタ生命の子会社であるプルデンシャル ジブラルタ ファイナンシャル生命保険（旧・大和生命保険）へ移管・統合された。

## テレビCM
- 2004年から2005年にかけて、女神の様な衣装を纏いステッキを持った西洋人女性が、星空に囲まれた三日月のセットに乗り、日本語吹き替えで「きらきら星」を「A・I・G スター生命ー」と連呼する歌詞で歌い[3]、AIGグループの保険会社であることをアピールするイメージCMが放送されていた。
- その後しばらくCM展開はしていなかったが、2010年に入院保険『診断革命』の宣伝で「あんしんサキドリ隊」という青色の鳥のオリジナルキャラクターを使ったCMを放送した。